# 武豊町立武豊小学校
武豊町立武豊小学校（たけとよちょうりつ たけとよしょうがっこう）は、愛知県知多郡武豊町にある公立小学校。
武豊町立武豊中学校へ進学できる。
- 韓国ソウルの大光初等学校とは長年にわたり国際交流が行われており、武豊小学校のHPには大光初等学校のHPがリンクされている。

・校区は以下である。

## 概要
- 上ケ、小迎、二ケ崎、ニケ崎1・2丁目、沢田新田、西門、浅水、塩田、池田1・2丁目、下門、石川、東長宗、ヒジリ田、内銫、平井1丁目の一部、平井2丁目の一部、平井6・7丁目、砂川1-3丁目、ヱケ屋敷、平井畑、金下、中根1丁目の一部、中根2丁目の一部、道崎の一部、長尾山の一部、迎戸の一部、明神戸の一部、多賀3-7丁目、平海道、上起、祠[注釈 1]峯、祠峯1・2丁目、中蓮、前田、天神前1・2丁目、北曲輪、中根3-5丁目、中狭、山ノ神、口田、五号地、七号地、九号地。

## 沿革
- 1873年（明治6年）1月10日 - 長尾村に第2大学区第6番中学区第43番小学明親学校が開校する。大日堂[注釈 2]を仮校舎とする。
- 1874年（明治7年）
  - 2月 - 明親学校が蓮花院[注釈 3]に移転する。
  - 5月23日 - 大足村に第2大学区第6番中学区第45番小学愛敬学校が開校する。徳正寺[注釈 4]を仮校舎とする。
- 1876年（明治9年）
  - 10月 - 明親学校が校舎を新築し移転。長尾学校に改称する。
  - 11月 - 愛敬学校が大足学校に改称する。
- 1878年（明治11年） -
  - 長尾村と大足村が合併して武豊村が発足する。
  - 大足学校が長尾学校に統合され、長尾学校大足分教場となる。
- 1887年（明治20年） - 長尾学校が尋常小学武豊学校に改称する。
- 1891年（明治24年）2月17日 - 武豊村が町制を施行し、武豊町が発足。
- 1892年（明治25年） -
  - 尋常小学武豊学校が武豊尋常小学校に改称する。
  - 尋常小学武豊学校大足分教場が大足尋常小学校として独立する。
- 1899年（明治32年） - 武豊尋常小学校と大足尋常小学校を統合し高等科を設置。武豊尋常高等小学校となる。
- 1903年（明治36年）6月 - 現在地に校舎が完成し、移転する。
- 1908年（明治41年） - 校舎を増築する。
- 1911年（明治44年） - 校舎を増築する。
- 1924年（大正13年） - 校舎を増築する。
- 1928年（昭和3年） - 校舎を増築する。
- 1933年（昭和8年） - 校舎を増築する。
- 1938年（昭和13年） - 校舎を増築する。
- 1941年（昭和16年）4月1日 - 武豊国民学校に改称する。
- 1947年（昭和22年）4月1日 - 武豊町立武豊小学校に改称する。
- 1960年（昭和35年）2月 - 新校舎（鉄筋コンクリート造2階建）が完成する。
- 1970年（昭和45年）4月 - 武豊町立衣浦小学校を分離する。
- 1973年（昭和48年）2月 - 校舎を増築する。
- 1974年（昭和49年）11月 - 西館が完成する。
- 1979年（昭和54年）
  - 3月 - 体育館が完成する。
  - 4月 - 武豊町立緑丘小学校を分離する。
- 1980年（昭和55年）7月 - プールが完成する。
- 1986年（昭和61年） - 大光初等学校との国際交流が始まる。

## 交通アクセス
- JR東海武豊線武豊駅下車、徒歩約5分。
- 名古屋鉄道河和線知多武豊駅下車、徒歩約12分。

## 周辺施設
- 武豊町立武豊中学校
- 武豊町立衣浦小学校
- 町立西保育園
- 町立南保育園
- おおあし児童館
- 武豊町役場
- 武豊町立図書館
- 武豊町歴史民俗資料館
- 武雄神社
- 豊石神社
- MEGAドン・キホーテUNY武豊店
- 知多信用金庫武豊支店